# Jordânia
Jordânia är en kommun i Brasilien.   Den ligger i delstaten Minas Gerais, i den östra delen av landet, 800 km öster om huvudstaden Brasília. Antalet invånare är 10 319.
Omgivningarna runt Jordânia är huvudsakligen savann. Runt Jordânia är det ganska glesbefolkat, med 26 invånare per kvadratkilometer.